# جوزف ال بیتس
جوزف ال بیتس (انگلیسی: Joseph L. Bates; ۱ ژانویهٔ ۱۸۰۷ – ۱ ژانویهٔ ۱۸۸۶) یک عکاس آمریکایی بود که در دهه‌های ۱۸۵۰-۱۸۷۰0 در عکاسی فعال بود.

## آثار
آثار او شامل عکس‌های استریوسکوپی از مناظر و ساختمان‌ها در بوستون و نیوانگلند بود. او یکی از چندین عکاسی بود که در منطقه گلن هاوس در نزدیکی کوه واشینگتن (نیوهمپشایر) تصاویر استریوسکوپی گرفت. عکس‌هایی که او منتشر کرد شامل بسیاری از ساختمان‌های شاخص بوستون بود. او همچنین عکس‌هایی به سبک طبیعت بی‌جان از یک تاج گل، آرایش صدف‌های دریایی و مرجان گرفت.
عکس‌های او در مجموعه گسترده عکاسی مرکز گتی، واقع در لس آنجلس، کالیفرنیا گنجانده شده است.

## استریوسکوپ هلمز و بیتس
در سال ۱۸۶۱، الیور وندل هلمز اولین استریوسکوپ دستی را اختراع کرد. بیتس بدون ثبت اختراع، طرح خود را ساخت و فروخت.

## نگارخانه

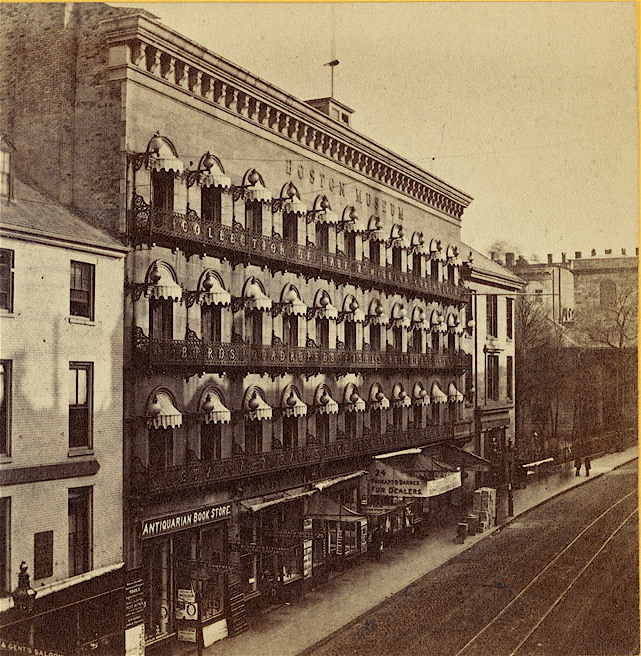
موزه بوستون
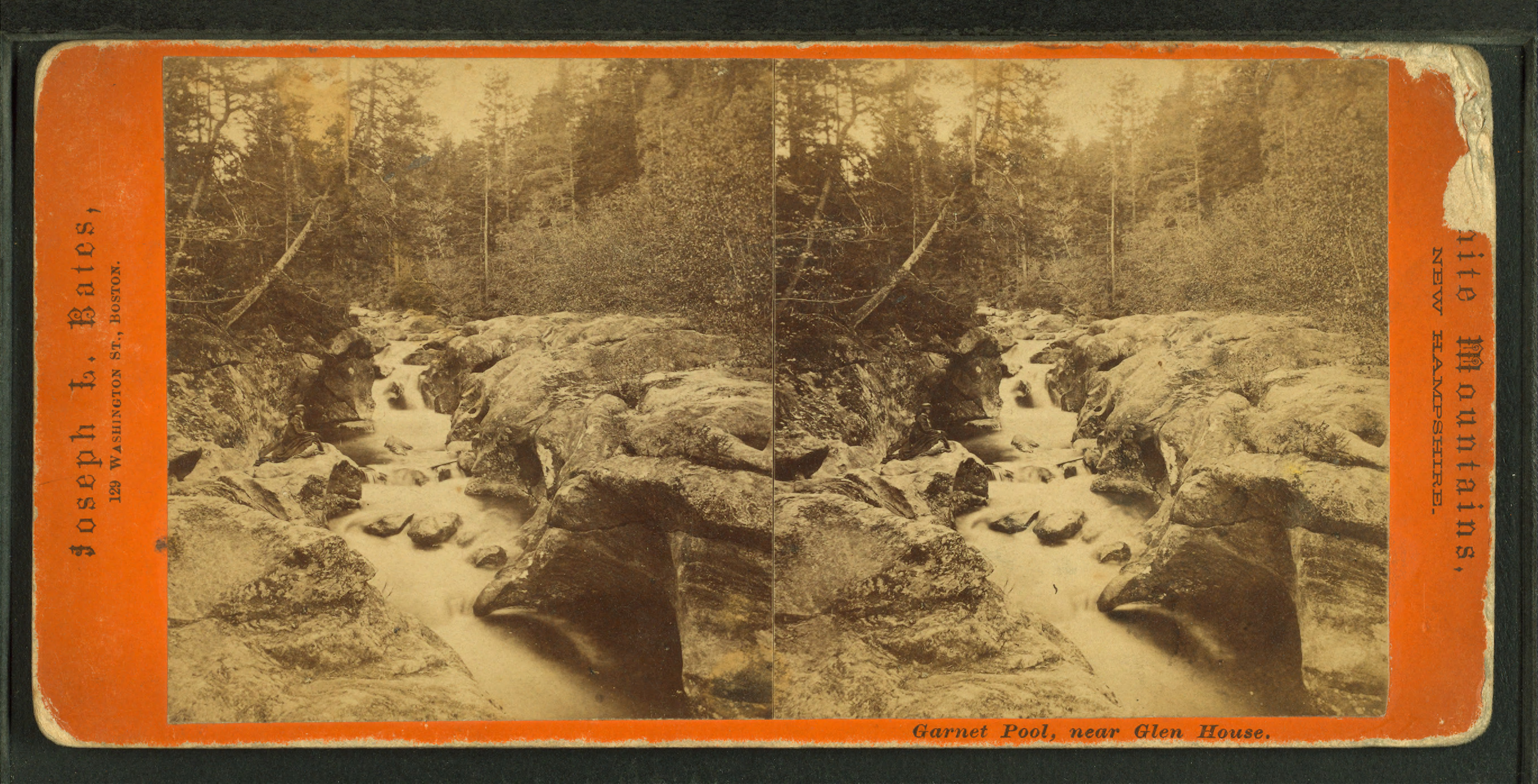
استخر گارنت در نزدیکی خانه گلن در نیوهمپشایر
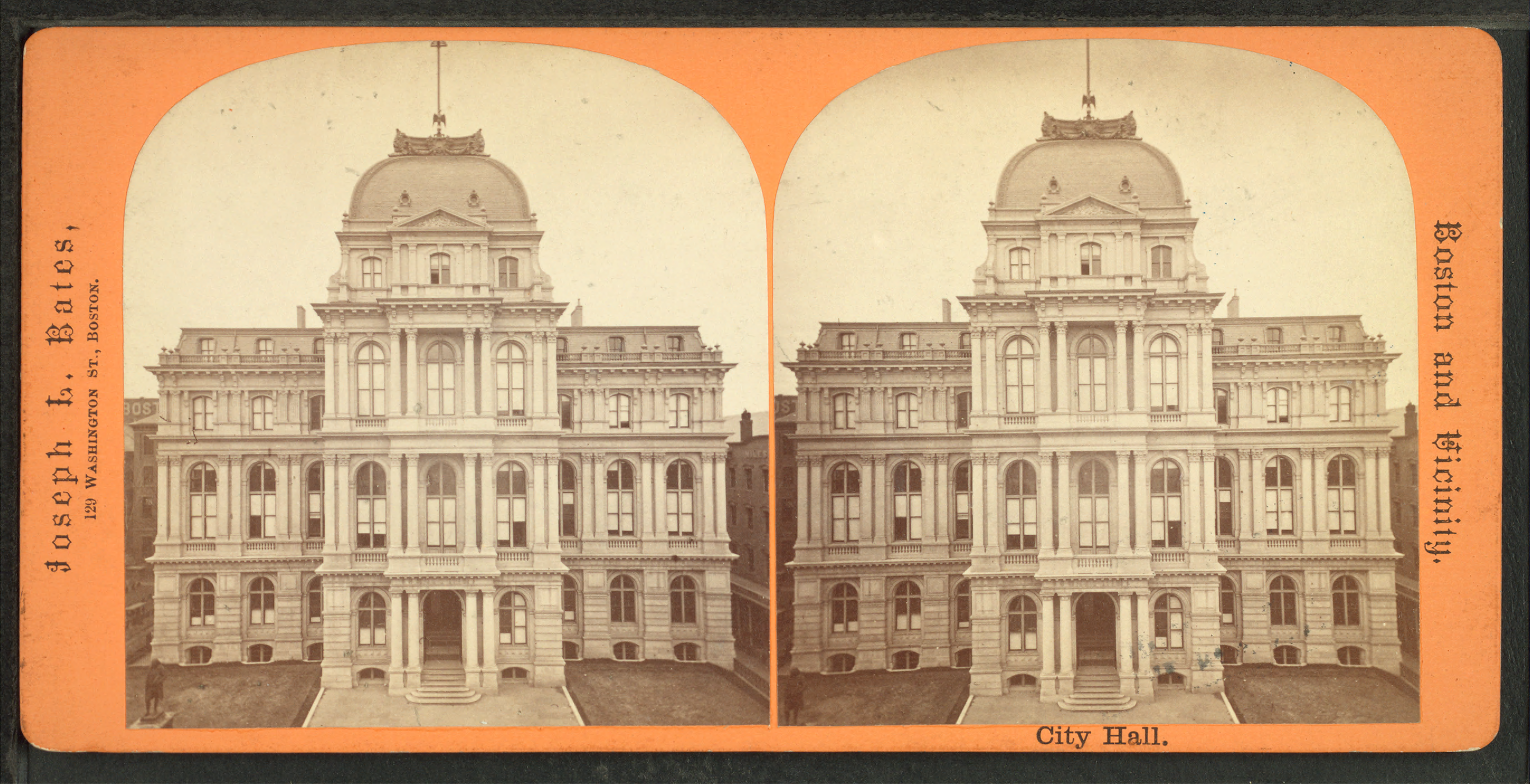
سالن شهر
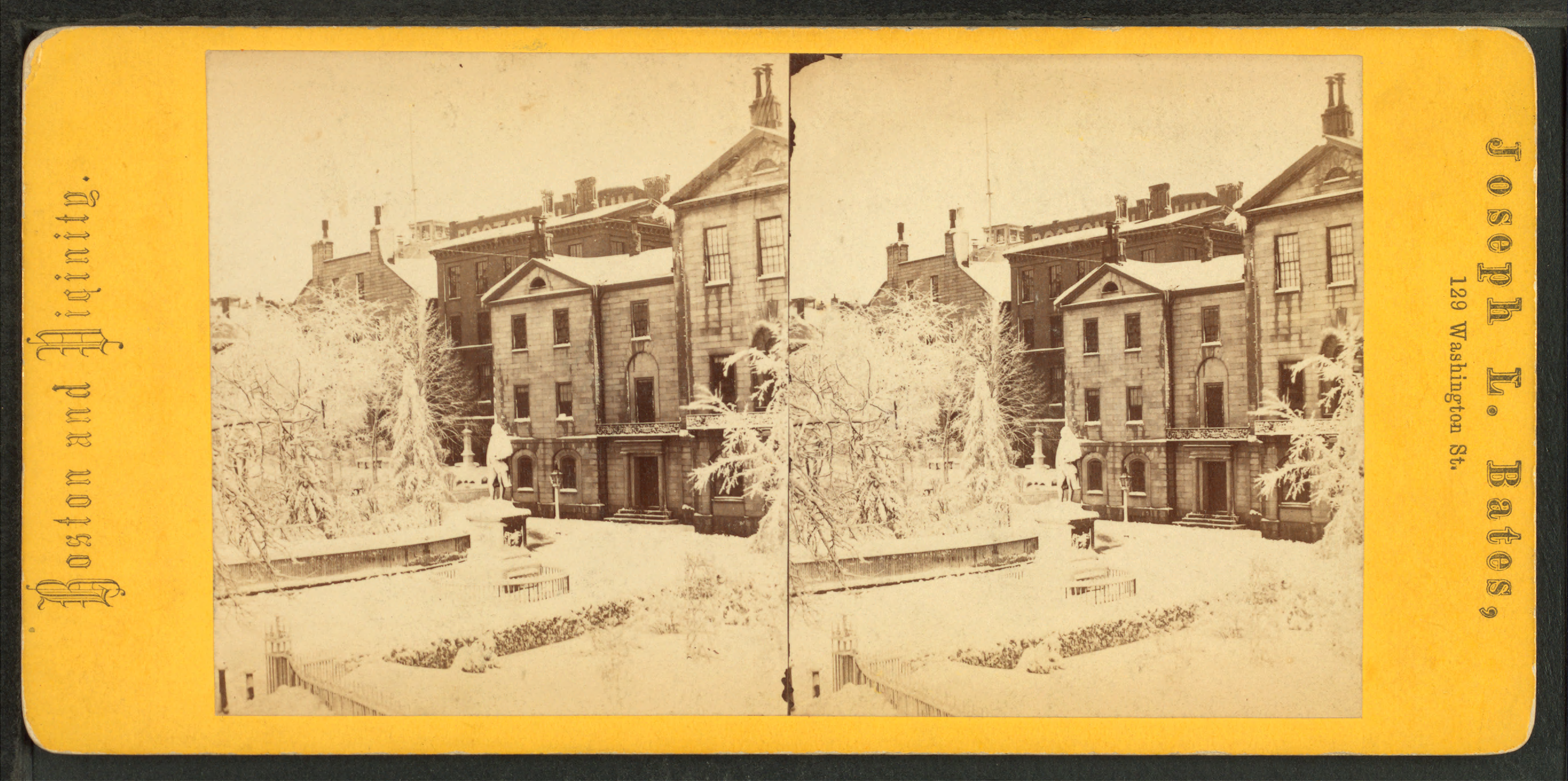
تالار شهر قدیمی
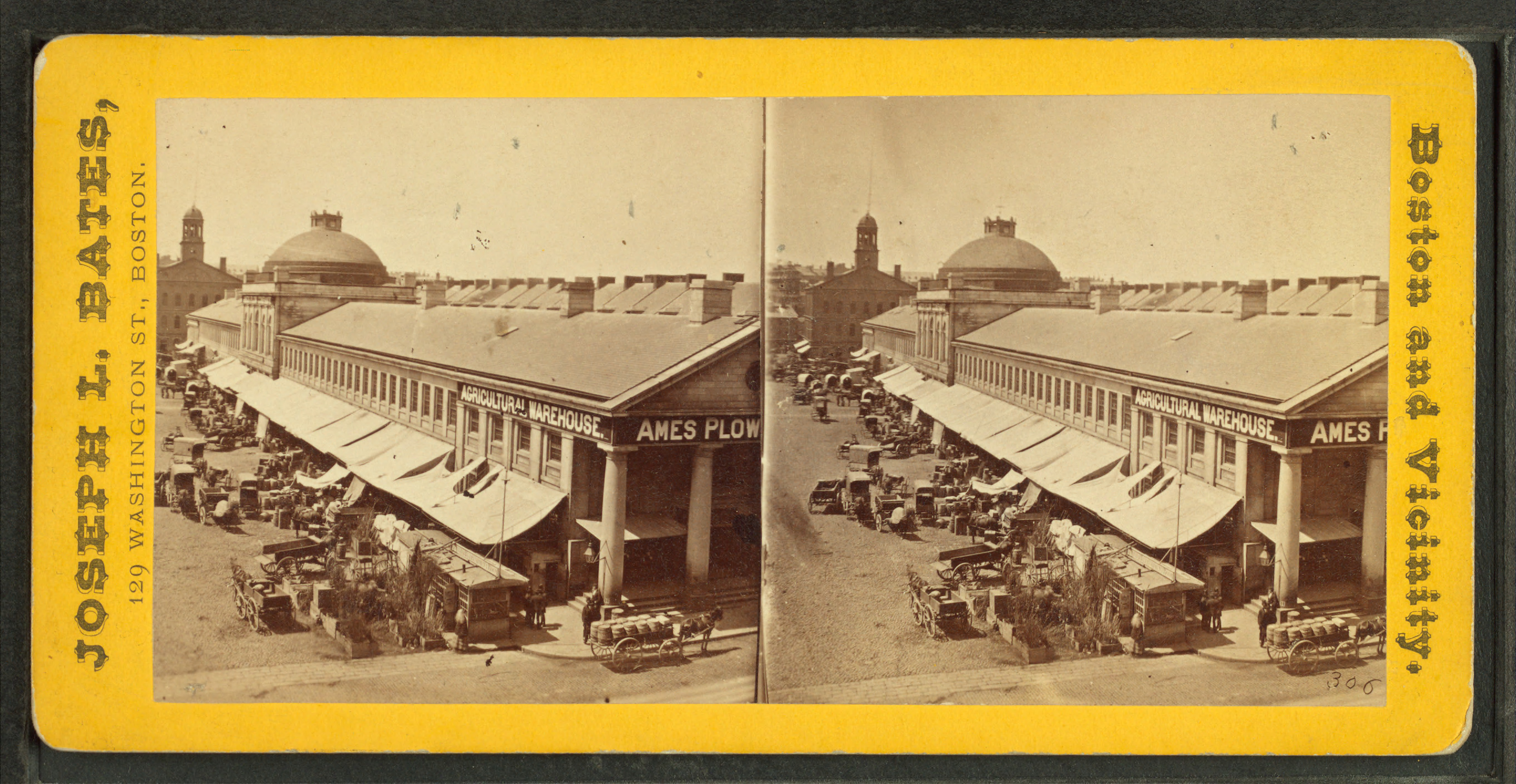
بازار کوئینسی
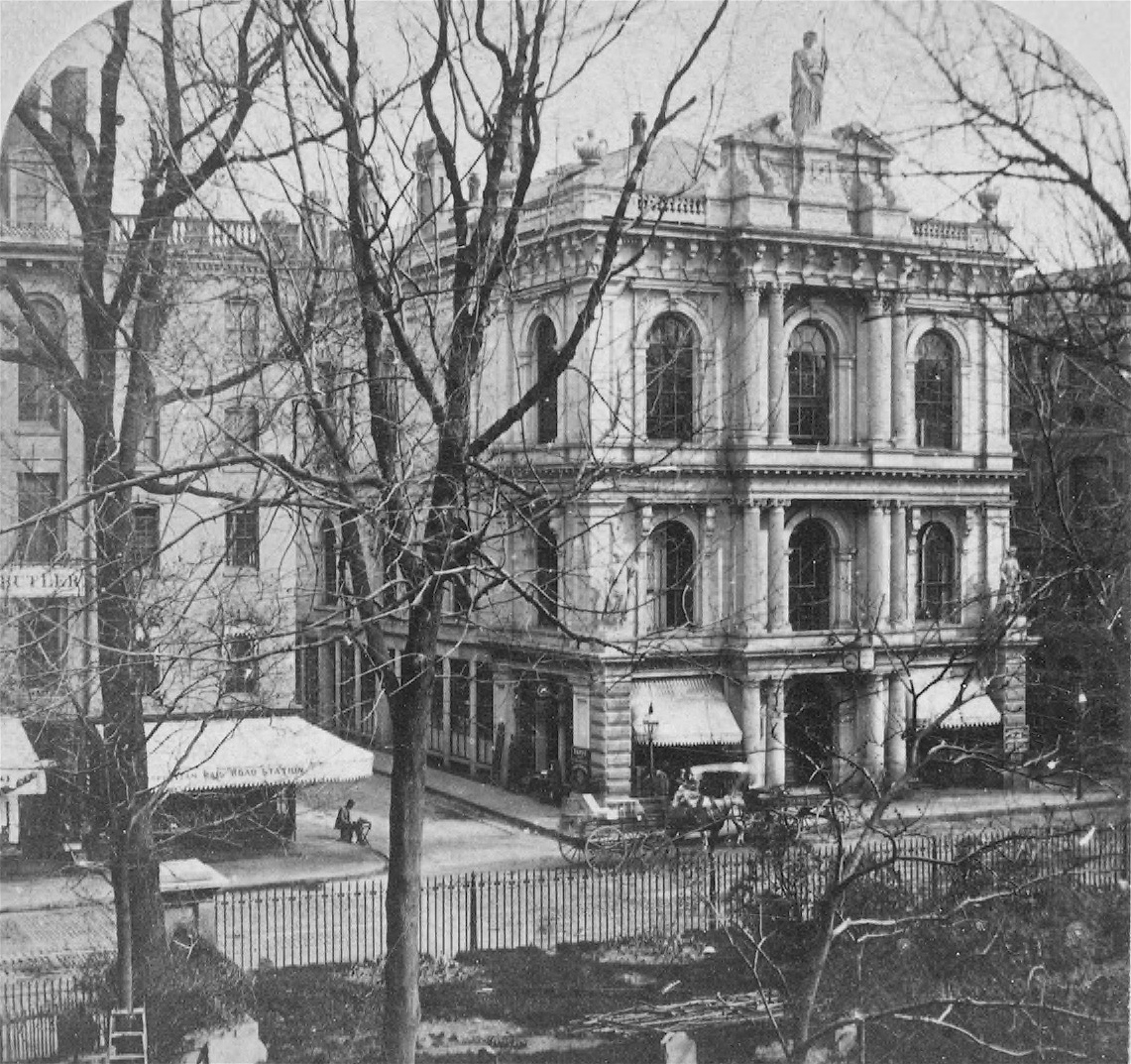
سالن باغبانی
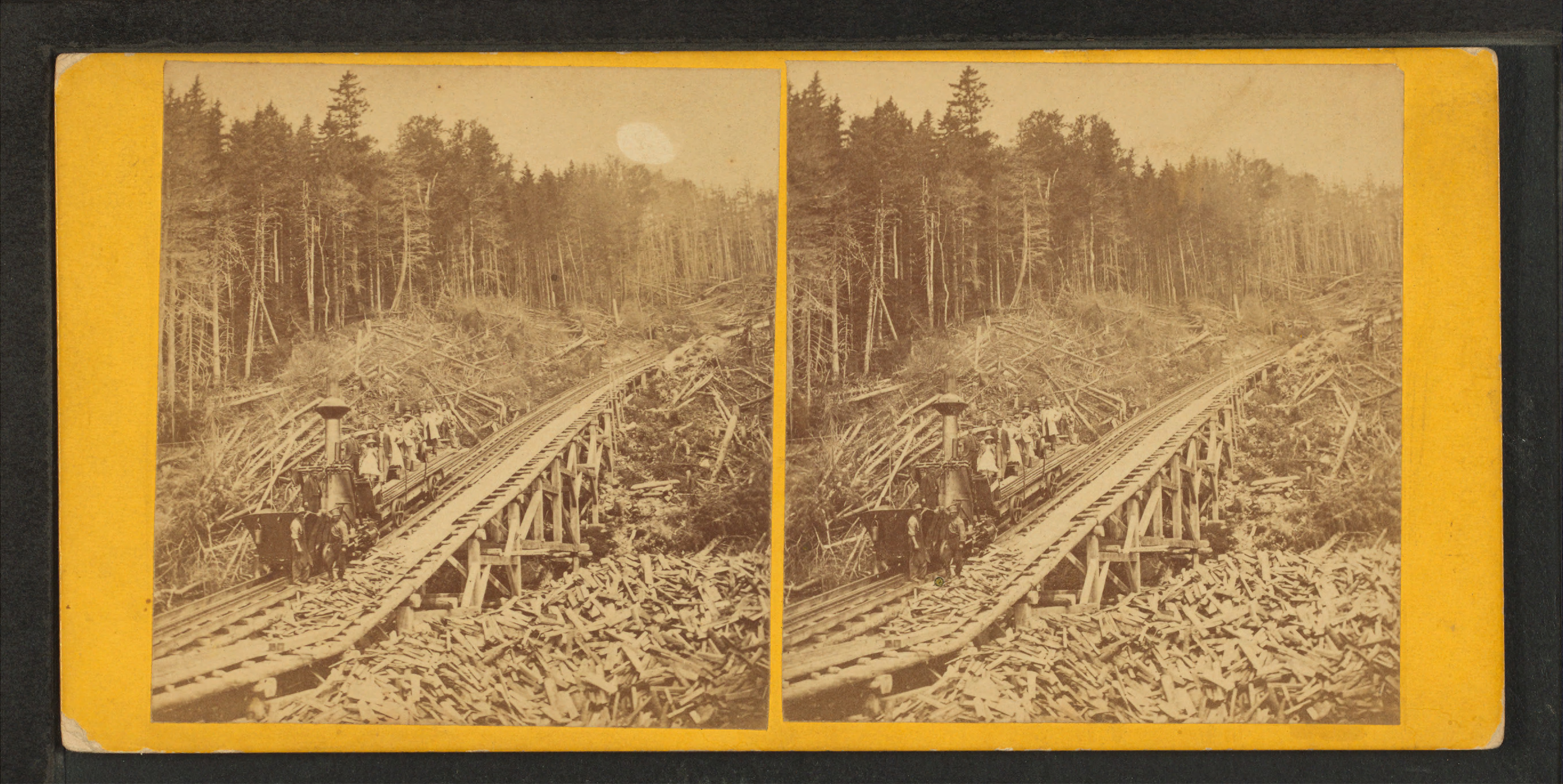
راه آهن کوه واشینگتن (نیوهمپشایر).